# Campeonato Europeu de Futebol de 2024 – Grupo F
O Grupo F do Campeonato Europeu de Futebol de 2024 ocorreu entre 18 a 26 de junho de 2024. O grupo incluía Turquia, Geórgia, Portugal e República Checa.

## Classificação
| Pos | Equipe   | Pts | J | V | E | D | GP | GC | SG | Classificado     |
| --- | -------- | --- | - | - | - | - | -- | -- | -- | ---------------- |
| 1   | Portugal | 6   | 3 | 2 | 0 | 1 | 5  | 3  | +2 | Oitavas de final |
| 2   | Turquia  | 6   | 3 | 2 | 0 | 1 | 5  | 5  | 0  | Oitavas de final |
| 3   | Geórgia  | 4   | 3 | 1 | 1 | 1 | 4  | 4  | 0  | Oitavas de final |
| 4   | Tchéquia | 1   | 3 | 0 | 1 | 2 | 3  | 5  | −2 | Eliminado        |

Nas oitavas de final
- O vencedor do Grupo F avançará para enfrentar o terceiro colocado do Grupo A , Grupo B ou Grupo C.
- O vice-campeão do Grupo F avançará para enfrentar o vencedor do Grupo D.
- O terceiro colocado do Grupo F poderá avançar para enfrentar o vencedor do Grupo B ou do Grupo C.

## Partidas

### Turquia x Geórgia
| 18 de junho de 2024 | Turquia                                   | 3 – 1     | Geórgia        | Signal Iduna Park, Dortmund                |
| 18:00               | Müldür 25' · Güler 65' · Aktürkoğlu 90+7' | Relatório | Mikautadze 32' | Público: 59 127 Árbitro: ARG Facundo Tello |

| '' | Turquia | Geórgia | '' |

| GK                | 1  | Mert Günok          |     |       |
| RB                | 18 | Mert Müldür         |     | 85'   |
| CB                | 4  | Samet Akaydin       |     |       |
| CB                | 14 | Abdülkerim Bardakcı | 35' |       |
| LB                | 20 | Ferdi Kadıoğlu      |     |       |
| CM                | 22 | Kaan Ayhan          |     | 79'   |
| CM                | 10 | Hakan Çalhanoğlu    | 89' | 90+2' |
| RW                | 8  | Arda Güler          |     | 79'   |
| AM                | 6  | Orkun Kökçü         |     |       |
| LW                | 19 | Kenan Yıldız        |     | 85'   |
| CF                | 21 | Barış Alper Yılmaz  |     |       |
| Substituições:    |    |                     |     |       |
| MF                | 11 | Yusuf Yazıcı        |     | 79'   |
| DF                | 3  | Merih Demiral       |     | 79'   |
| FW                | 7  | Kerem Aktürkoğlu    |     | 85'   |
| DF                | 2  | Zeki Çelik          |     | 85'   |
| MF                | 15 | Salih Özcan         |     | 90+2' |
| Treinador:        |    |                     |     |       |
| Vincenzo Montella |    |                     |     |       |

| GK             | 25 | Giorgi Mamardashvili  |     |     |
| CB             | 5  | Solomon Kvirkvelia    | 55' | 85' |
| CB             | 4  | Guram Kashia          |     |     |
| CB             | 3  | Lasha Dvali           |     |     |
| RWB            | 2  | Otar Kakabadze        |     |     |
| LWB            | 21 | Giorgi Tsitaishvili   |     | 74' |
| CM             | 6  | Giorgi Kochorashvili  |     |     |
| CM             | 20 | Anzor Mekvabishvili   |     | 89' |
| CM             | 10 | Giorgi Chakvetadze    |     | 74' |
| CF             | 22 | Georges Mikautadze    |     |     |
| CF             | 7  | Khvicha Kvaratskhelia |     |     |
| Substituições: |    |                       |     |     |
| MF             | 9  | Zuriko Davitashvili   |     | 74' |
| DF             | 14 | Luka Lochoshvili      |     | 74' |
| FW             | 8  | Budu Zivzivadze       |     | 85' |
| MF             | 18 | Sandro Altunashvili   |     | 89' |
| Treinador:     |    |                       |     |     |
| Willy Sagnol   |    |                       |     |     |

| Homem do Jogo: Arda Güler Bandeirinhas: Gabriel Chade Ezequiel Brailovsky Quarto Árbitro: Donatas Rumšas Quinto Árbitro: Aleksandr Radiuš Árbitro assistente de vídeo: Alejandro Hernández Hernández Árbitros assistentes de árbitro de vídeo: Juan Martínez Munuera David Coote |

### Portugal x Tchéquia
| 18 de junho de 2024 | Portugal                            | 2 – 1     | Tchéquia   | Red Bull Arena, Leipzig                  |
| 21:00               | Hranáč 69' (g.c.) · Conceição 90+2' | Relatório | Provod 62' | Público: 38 421 Árbitro: ITA Marco Guida |

| '' | Portugal | Tchéquia | '' |

| GK               | 22 | Diogo Costa         |       |     |
| CB               | 5  | Diogo Dalot         |       | 63' |
| CB               | 3  | Pepe                |       |     |
| CB               | 4  | Rúben Dias          |       |     |
| CM               | 10 | Bernardo Silva      |       |     |
| CM               | 8  | Bruno Fernandes     |       |     |
| CM               | 23 | Vitinha             |       |     |
| RW               | 20 | João Cancelo        |       | 90' |
| LW               | 19 | Nuno Mendes         |       | 90' |
| CF               | 7  | Cristiano Ronaldo   |       |     |
| CF               | 17 | Rafael Leão         | 39'   | 63' |
| Substituições:   |    |                     |       |     |
| FW               | 21 | Diogo Jota          |       | 62' |
| DF               | 14 | Gonçalo Inácio      |       | 62' |
| FW               | 26 | Francisco Conceição | 90+3' | 90' |
| DF               | 2  | Nélson Semedo       |       | 90' |
| MF               | 25 | Pedro Neto          |       | 90' |
| Treinador:       |    |                     |       |     |
| Roberto Martínez |    |                     |       |     |

| GK             | 1  | Jindřich Staněk |     |       |
| CB             | 3  | Tomáš Holeš     |     | 90+3' |
| CB             | 4  | Robin Hranáč    |     |       |
| CB             | 18 | Ladislav Krejčí |     |       |
| RM             | 5  | Vladimír Coufal |     |       |
| CM             | 22 | Tomáš Souček    |     |       |
| LM             | 12 | David Douděra   |     |       |
| AM             | 25 | Pavel Šulc      |     | 79'   |
| AM             | 14 | Lukáš Provod    |     | 79'   |
| CF             | 11 | Jan Kuchta      |     | 60'   |
| CF             | 10 | Patrik Schick   | 57' | 60'   |
| Substituições: |    |                 |     |       |
| MF             | 20 | Ondřej Lingr    |     | 60'   |
| FW             | 13 | Mojmír Chytil   |     | 60'   |
| MF             | 7  | Antonín Barák   |     | 79'   |
| MF             | 8  | Petr Ševčík     |     | 79'   |
| FW             | 19 | Tomáš Chorý     |     | 90+3' |
| Treinador:     |    |                 |     |       |
| Ivan Hašek     |    |                 |     |       |

| Homem do Jogo: Vitinha Bandeirinhas: Filippo Meli Giorgio Peretti Quarto Árbitro: Rade Obrenović Quinto Árbitro: Jure Praprotnik Árbitro assistente de vídeo: Massimiliano Irrati Árbitros assistentes de árbitro de vídeo: Paolo Valeri Fedayi San |

### Geórgia x Tchéquia
| 22 de junho de 2024 | Geórgia                | 1 – 1     | Tchéquia   | Volksparkstadion, Hamburgo                  |
| 15:00               | Mikautadze 45+4' (pen) | Relatório | Schick 59' | Público: 46 524 Árbitro: GER Daniel Siebert |

| '' | Geórgia | Tchéquia | '' |

| GK             | 25 | Giorgi Mamardashvili  |       |     |
| CB             | 5  | Solomon Kvirkvelia    |       | 82' |
| CB             | 4  | Guram Kashia          | 36'   |     |
| CB             | 3  | Lasha Dvali           |       |     |
| DM             | 20 | Anzor Mekvabishvili   | 83'   |     |
| CM             | 9  | Zuriko Davitashvili   |       | 62' |
| CM             | 6  | Giorgi Kochorashvili  | 90+5' |     |
| RW             | 21 | Giorgi Tsitaishvili   |       | 62' |
| LW             | 2  | Otar Kakabadze        |       |     |
| CF             | 22 | Georges Mikautadze    |       | 88' |
| CF             | 7  | Khvicha Kvaratskhelia |       | 82' |
| Substituições: |    |                       |       |     |
| DF             | 14 | Luka Lochoshvili      |       | 62' |
| MF             | 10 | Giorgi Chakvetadze    |       | 62' |
| DF             | 15 | Giorgi Gvelesiani     | 82'   | 82' |
| MF             | 23 | Saba Lobzhanidze      |       | 82' |
| FW             | 11 | Giorgi Kvilitaia      |       | 88' |
| Treinador:     |    |                       |       |     |
| Willy Sagnol   |    |                       |       |     |

| GK             | 1  | Jindřich Staněk |     |     |
| CB             | 3  | Tomáš Holeš     | 53' |     |
| CB             | 4  | Robin Hranáč    |     |     |
| CB             | 18 | Ladislav Krejčí |     |     |
| DM             | 14 | Lukáš Provod    | 40' | 81' |
| DM             | 22 | Tomáš Souček    | 81' |     |
| RM             | 5  | Vladimír Coufal | 18' |     |
| LM             | 15 | David Jurásek   | 47' | 81' |
| RF             | 17 | Václav Černý    |     | 55' |
| CF             | 10 | Patrik Schick   |     | 68' |
| LF             | 9  | Adam Hložek     |     | 55' |
| Substituições: |    |                 |     |     |
| MF             | 26 | Matěj Jurásek   |     | 55' |
| MF             | 20 | Ondřej Lingr    |     | 55' |
| FW             | 13 | Mojmír Chytil   |     | 68' |
| MF             | 7  | Antonín Barák   |     | 81' |
| MF             | 8  | Petr Ševčík     |     | 81' |
| Treinador:     |    |                 |     |     |
| Ivan Hašek     |    |                 |     |     |

| Homem do Jogo: Giorgi Mamardashvili Bandeirinhas: Jan Seidel Rafael Foltyn Quarto árbitro: Irfan Peljto Quinto árbitro: Senad Ibrišimbegović Árbitro assistente de vídeo: Marco Fritz Árbitros assistentes de árbitro de vídeo: David Coote Pol van Boekel |

### Turquia x Portugal
| 22 de junho de 2024 | Turquia | 0 – 3     | Portugal                                                      | Signal Iduna Park, Dortmund               |
| 18:00               |         | Relatório | Bernardo Silva 21' · Akaydin 28' (g.c.) · Bruno Fernandes 56' | Público: 61 047 Árbitro: GER Felix Zwayer |

| '' | Turquia | Portugal | '' |

| GK                | 12 | Altay Bayındır      |     |     |
| RB                | 2  | Zeki Çelik          | 42' |     |
| CB                | 4  | Samet Akaydin       | 42' | 75' |
| CB                | 14 | Abdülkerim Bardakcı | 25' |     |
| LB                | 20 | Ferdi Kadıoğlu      |     |     |
| CM                | 10 | Hakan Çalhanoğlu    |     |     |
| CM                | 22 | Kaan Ayhan          |     | 58' |
| RW                | 25 | Yunus Akgün         |     | 70' |
| AM                | 6  | Orkun Kökçü         |     | 46' |
| LW                | 7  | Kerem Aktürkoğlu    |     | 58' |
| CF                | 21 | Barış Alper Yılmaz  |     |     |
| Substituições:    |    |                     |     |     |
| MF                | 11 | Yusuf Yazıcı        |     | 46' |
| FW                | 19 | Kenan Yıldız        |     | 58' |
| MF                | 16 | İsmail Yüksek       |     | 58' |
| FW                | 8  | Arda Güler          |     | 70' |
| DF                | 3  | Merih Demiral       |     | 75' |
| Manager:          |    |                     |     |     |
| Vincenzo Montella |    |                     |     |     |

| GK               | 22 | Diogo Costa       |     |     |
| RB               | 20 | João Cancelo      |     | 68' |
| CB               | 3  | Pepe              |     | 83' |
| CB               | 4  | Rúben Dias        |     |     |
| LB               | 19 | Nuno Mendes       |     |     |
| CM               | 6  | João Palhinha     | 45' | 46' |
| CM               | 23 | Vitinha           |     | 88' |
| CM               | 8  | Bruno Fernandes   |     |     |
| RF               | 10 | Bernardo Silva    |     |     |
| CF               | 17 | Rafael Leão       | 39' | 46' |
| LF               | 7  | Cristiano Ronaldo |     |     |
| Substituições:   |    |                   |     |     |
| MF               | 18 | Rúben Neves       |     | 46' |
| MF               | 25 | Pedro Neto        |     | 46' |
| DF               | 2  | Nélson Semedo     |     | 68' |
| DF               | 24 | António Silva     |     | 83' |
| MF               | 15 | João Neves        |     | 88' |
| Treinador:       |    |                   |     |     |
| Roberto Martínez |    |                   |     |     |

| Homem do Jogo: Bernardo Silva Bandeirinhas: Stefan Lupp Marco Achmüller Quarto árbitro: Jesús Gil Manzano Quinto árbitro: Diego Barbero Sevilla Árbitro assistente de vídeo: Bastian Dankert Árbitros assistentes de árbitro de vídeo: Christian Dingert Rob Dieperink |

### Geórgia x Portugal
| 26 de junho de 2024 | Geórgia                                 | 2 – 0     | Portugal | Veltins-Arena, Gelsenkirchen                |
| 21:00               | Kvaratskhelia 2' · Mikautadze 57' (pen) | Relatório |          | Público: 49 616 Árbitro: SUI Sandro Schärer |

| '' | Geórgia | Portugal | '' |

| GK             | 25 | Giorgi Mamardashvili  |     |     |
| CB             | 15 | Giorgi Gvelesiani     |     | 76' |
| CB             | 4  | Guram Kashia          |     |     |
| CB             | 14 | Luka Lochoshvili      |     | 63' |
| RWB            | 2  | Otar Kakabadze        |     |     |
| LWB            | 3  | Lasha Dvali           |     |     |
| CM             | 10 | Giorgi Chakvetadze    |     | 81' |
| CM             | 6  | Giorgi Kochorashvili  |     |     |
| CM             | 17 | Otar Kiteishvili      |     |     |
| CF             | 22 | Georges Mikautadze    |     |     |
| CF             | 7  | Khvicha Kvaratskhelia |     | 81' |
| Substituições: |    |                       |     |     |
| MF             | 21 | Giorgi Tsitaishvili   |     | 63' |
| DF             | 5  | Solomon Kvirkvelia    |     | 76' |
| MF             | 20 | Anzor Mekvabishvili   | 85' | 81' |
| MF             | 9  | Zuriko Davitashvili   |     | 81' |
| Treinador:     |    |                       |     |     |
| Willy Sagnol   |    |                       |     |     |

| GK               | 22 | Diogo Costa         |     |     |
| CB               | 24 | António Silva       |     | 46' |
| CB               | 13 | Danilo Pereira      |     |     |
| CB               | 14 | Gonçalo Inácio      |     |     |
| CM               | 15 | João Neves          |     | 75' |
| CM               | 6  | João Palhinha       |     | 46' |
| RW               | 5  | Diogo Dalot         |     |     |
| AM               | 26 | Francisco Conceição |     |     |
| LW               | 25 | Pedro Neto          | 44' | 75' |
| CF               | 7  | Cristiano Ronaldo   | 28' | 66' |
| CF               | 11 | João Félix          |     |     |
| Substituições:   |    |                     |     |     |
| MF               | 18 | Rúben Neves         | 53' | 46' |
| FW               | 9  | Gonçalo Ramos       |     | 66' |
| DF               | 2  | Nélson Semedo       |     | 66' |
| FW               | 21 | Diogo Jota          |     | 75' |
| MF               | 16 | Matheus Nunes       |     | 75' |
| Treinador:       |    |                     |     |     |
| Roberto Martínez |    |                     |     |     |

| Homem do Jogo: Khvicha Kvaratskhelia Bandeirinhas: Stéphane de Almeida Bekim Zogaj Quarto árbitro: Mykola Balakin Quinto árbitro: Árbitro assistente de vídeo: Fedayi San Árbitros assistentes de árbitro de vídeo: Willy Delajod Jérôme Brisard |

### Tchéquia x Turquia
| 26 de junho de 2024 | Tchéquia   | 1 – 2     | Turquia                      | Volksparkstadion, Hamburgo                 |
| 21:00               | Souček 66' | Relatório | Çalhanoğlu 51' · Tosun 90+4' | Público: 47 683 Árbitro: ROM István Kovács |

| '' | Tchéquia | Turquia | '' |

| GK                          | 1  | Jindřich Staněk |          | 55' |
| CB                          | 3  | Tomáš Holeš     |          |     |
| CB                          | 4  | Robin Hranáč    |          |     |
| CB                          | 18 | Ladislav Krejčí | 90+1'    |     |
| RM                          | 5  | Vladimír Coufal |          |     |
| CM                          | 22 | Tomáš Souček    | 90+8'    |     |
| CM                          | 14 | Lukáš Provod    |          | 75' |
| LM                          | 15 | David Jurásek   |          | 81' |
| AM                          | 7  | Antonín Barák   | 11', 20' |     |
| CF                          | 13 | Mojmír Chytil   |          | 55' |
| CF                          | 9  | Adam Hložek     |          | 55' |
| Substituições:              |    |                 |          |     |
| GK                          | 16 | Matěj Kovář     |          | 55' |
| FW                          | 19 | Tomáš Chorý     | 90+8'    | 55' |
| FW                          | 11 | Jan Kuchta      |          | 55' |
| MF                          | 20 | Ondřej Lingr    |          | 75' |
| MF                          | 26 | Matěj Jurásek   |          | 81' |
| Outras ações disciplinares: |    |                 |          |     |
| FW                          | 10 | Patrik Schick   | 34'      |     |
| GK                          | 23 | Vítězslav Jaroš | 84'      |     |
| MF                          | 21 | Lukáš Červ      | 85'      |     |
| Treinador:                  |    |                 |          |     |
| Ivan Hašek                  |    |                 |          |     |

| GK                          | 1  | Mert Günok         | 64'   |     |
| RB                          | 18 | Mert Müldür        | 80'   |     |
| CB                          | 4  | Samet Akaydin      | 85'   |     |
| CB                          | 3  | Merih Demiral      |       |     |
| LB                          | 20 | Ferdi Kadıoğlu     |       |     |
| CM                          | 16 | İsmail Yüksek      | 49'   | 63' |
| CM                          | 15 | Salih Özcan        | 31'   | 46' |
| RW                          | 8  | Arda Güler         | 90+8' | 75' |
| AM                          | 10 | Hakan Çalhanoğlu   | 66'   | 87' |
| LW                          | 19 | Kenan Yıldız       | 37'   | 75' |
| CF                          | 21 | Barış Alper Yılmaz |       |     |
| Substituições:              |    |                    |       |     |
| MF                          | 22 | Kaan Ayhan         | 90+5' | 46' |
| MF                          | 5  | Okay Yokuşlu       |       | 63' |
| FW                          | 7  | Kerem Aktürkoğlu   |       | 75' |
| FW                          | 9  | Cenk Tosun         |       | 75' |
| MF                          | 6  | Orkun Kökçü        | 90+5' | 87' |
| Outras ações disciplinares: |    |                    |       |     |
| GK                          | 23 | Uğurcan Çakır      | 68'   |     |
| Treinador:                  |    |                    |       |     |
| Vincenzo Montella           |    |                    |       |     |

| Homem do Jogo: Barış Alper Yılmaz Bandeirinhas: Vasile Florin Marinescu Mihai Ovidiu Artene Quarto árbitro: Espen Eskås Quinto árbitro: Árbitro assistente de vídeo: Tomasz Kwiatkowski Árbitros assistentes de árbitro de vídeo: Bartosz Frankowski Pol van Boekel |

## Disciplina
Os pontos de fair play serão usados como desempate se o confronto direto e os registros gerais das equipes estiverem empatados (e se a disputa de pênaltis não for aplicável como desempate). Estes são calculados com base nos cartões amarelos e vermelhos recebidos em todas as partidas do grupo da seguinte forma:
- cartão amarelo = 1 ponto
- cartão vermelho como resultado de dois cartões amarelos = 3 pontos
- cartão vermelho direto = 3 pontos
- cartão amarelo seguido de cartão vermelho direto = 4 pontos

Apenas uma das deduções acima será aplicada a um jogador em uma única partida.
| Team     | Rodada 1                      | Rodada 1                          | Rodada 1 | Rodada 1             | Rodada 2                      | Rodada 2                          | Rodada 2 | Rodada 2             | Rodada 3                      | Rodada 3                          | Rodada 3 | Rodada 3             | Pontos |
| Team     | Penalizado com cartão amarelo | Penalizado · Penalizado · Expulso | Expulso  | Penalizado · Expulso | Penalizado com cartão amarelo | Penalizado · Penalizado · Expulso | Expulso  | Penalizado · Expulso | Penalizado com cartão amarelo | Penalizado · Penalizado · Expulso | Expulso  | Penalizado · Expulso | Pontos |
| -------- | ----------------------------- | --------------------------------- | -------- | -------------------- | ----------------------------- | --------------------------------- | -------- | -------------------- | ----------------------------- | --------------------------------- | -------- | -------------------- | ------ |
| Portugal | 2                             |                                   |          |                      | 2                             |                                   |          |                      | 3                             |                                   |          |                      | −7     |
| Turquia  | 2                             |                                   |          |                      | 3                             |                                   |          |                      | 7                             |                                   |          |                      | −12    |
| Geórgia  | 1                             |                                   |          |                      | 4                             |                                   |          |                      | 1                             |                                   |          |                      | −6     |
| Tchéquia | 1                             |                                   |          |                      | 5                             |                                   |          |                      | 6                             | 1                                 | 1        |                      | −18    |